# 東京マラソン2008
| 合計出場選手数           | 27,386名                  |
| 招待選手数               | 14名(特別招待選手1名含む) |
| ゲストランナー数         | 12人                      |
| マラソン男子優勝者       | ビクトル・ロスリン        |
| マラソン女子優勝者       | クラウディア・ドレハー    |
| マラソン車いす男子優勝者 | 副島正純                  |
| マラソン車いす女子優勝者 | 土田和歌子                |

東京マラソン2008（とうきょうマラソン2008、Tokyo Marathon 2008）は、2008年（平成20年）2月17日に東京都で行われた通算2回目の東京マラソンである。

## 参加資格
選考会の部（フルマラソン）
第92回日本陸上競技選手権大会男子マラソン兼北京オリンピック男子マラソン日本代表選考レース
- 日本陸上競技連盟登記・登録競技者で、申込期日までに日本陸上競技連盟の公認競技会で次の記録を出した男子競技者
  - フルマラソン：2時間30分以内
  - 30kmロードレース：1時間35分以内
  - ハーフマラソン：1時間07分以内
- 日本陸上競技連盟が推薦する男子競技者

一般参加の部
- フルマラソン：大会当日満18歳以上（高校生除く）で、6時間40分以内に完走できる男女（最大2万5000人）。
- 10 km：大会当日満16歳以上で、1時間30分以内に完走できる男女（最大5000人）。

## 前回大会からの変更点
前回大会で生じた様々な問題点を検証した結果、いくつかの点で前回大会からの変更が見られた。

### 参加受付
一般参加の部は前回同様、開催前年（2006年）の6月～8月に行われる事前エントリー後の抽選により出場者が決定された。その結果、フルマラソンの部の事前エントリー数は前回を大幅に上回る130,062人（うち車いす18人）となり、当初予定最大数を大きく超える27,500人を当選とした（前回大会のフルマラソンは77,521人のエントリーに対して25,873人を当選とした）。
また、参加最終受付を行うプレイベント「東京マラソンEXPO」についても、開催日を2日間から3日間（2月14日～16日）に増やし、会場も前年開催の東京ドームより広い東京ビッグサイトとした。

### トイレ・補給食料
前回大会が雪の舞うほどの悪天候だったこともあり、参加者がトイレに殺到、トイレの前に長蛇の列が出来る事態となったことを受けて、設置箇所数を前回の32か所・約200基から、41か所・約350基に拡充した。
また、昼食時にかかる時間帯であったこともあって一人で多くの食料を抱え込むランナーが続出、補給食料が不足し後続のランナーが食料を受け取れない事態が発生したことから、給食の量を増やし、時間差で提供するなどの工夫が行われた。特にバナナは前年比1.4倍増の約6万本、加えてリンゴ、おにぎりも初めて3万個ずつ用意した。

### 東京大マラソン祭り
前回大会同様、東京マラソンとの連動企画として、イベント「東京大マラソン祭り」が実施された。天候にも恵まれたこともあり、一般観衆を含めると前回大会を大きく上回る226万人の人出（沿道人数166万人、イベント観客数60万人） となった。

## 東京マラソンEXPO 2008概要
| 開催日時                      | 会場             |
| ----------------------------- | ---------------- |
| 2008年2月14日-16日 10時～20時 | 東京ビッグサイト |

## テレビ・ラジオ中継
2008年大会は日本テレビ系列・RFラジオ日本で放送された。前身の一つである東京国際マラソンがフジテレビ系と日本テレビ系により隔年でテレビ放送されていたものを継続するもの（2007年の大会はフジテレビが中継を担当）。
前回大会でフジテレビ系列が選考会の部のみを放映したのに対し、日本テレビは選考会の中継と同時に「日本最大の市民マラソン」であることに注目し、（関東ローカル・衛星放送限定ではあるが）一般ランナーの制限時間いっぱいである16時を過ぎるまで中継を行った。ただし、系列局は午前中の選考会の部のみネットされ（日本テレビの開局記念番組として放送）、午後以降については関東広域圏（関東ローカル）のみでの放送だった（他地域では読売テレビ制作『たかじんのそこまで言って委員会』や自社制作番組などを放送している）。放送日はいずれも2008年2月17日。
テレビ（地上波）
- 日本テレビ系列「日本テレビ開局55年記念番組 東京メトロスポーツスペシャル 東京マラソン2008」9:00-11:40（選考会の部・生中継）
- 日本テレビ（関東ローカル）「東京マラソン市民ランナーも有名人もアナウンサーもまだまだ激走中!!生放送SP」11:55-16:25（生放送）

衛星放送
- 日テレG+ (CS) 「とことん生放送!3万人の東京マラソン2008」9:00-16:30（生放送）
- BS日テレ (BS) 「東京メトロスポーツスペシャル 東京マラソン2008ダイジェスト」21:00-24:00（録画放送）

ラジオ
- RFラジオ日本「ラジオ日本開局50周年スポーツスペシャル 東京マラソン2008実況中継」8:45-11:50（選考会の部・生中継）

## 優勝者
※優勝者の氏名・国籍・所属は当時のものである。また、同時開催された 10km競技はコースが国際陸連の基準を満たしていないため公認記録とはならない。
| 部門               | 氏名                   | 国籍・所属                           | 記録          | 備考               |
| ------------------ | ---------------------- | ------------------------------------ | ------------- | ------------------ |
| マラソン男子       | ビクトル・ロスリン     | スイス                               | 2時間7分23秒  | 大会新             |
| マラソン女子       | クラウディア・ドレハー | ドイツ                               | 2時間35分35秒 |                    |
| マラソン車いす男子 | 副島正純               | 日本・シーズアスリート               | 1時間27分15秒 | 大会新、V2         |
| マラソン車いす女子 | 土田和歌子             | 日本・ヒューマントラスト             | 1時間45分19秒 | 2008年大会より実施 |
| 10km一般男子       | 伴卓磨                 | 日本・モントブラン                   | 0時間33分28秒 |                    |
| 10km一般女子       | 渡辺美保               | 日本・順天高等学校(※)                | 0時間35分36秒 | 大会新             |
| 10km車いす男子     | 松浦辰雄               | 日本・福島県身体障害者陸上競技連盟   | 0時間24分33秒 | 大会新、V2         |
| 10km車いす女子     | 八巻智美               | 日本・福島県身体障害者陸上競技連盟   | 0時間28分28秒 | 大会新             |
| 10km視覚障害男子   | 福本真秀               | 日本                                 | 0時間45分34秒 | 大会新             |
| 10km視覚障害女子   | 今泉晶子               | 日本                                 | 1時間00分32秒 | 大会新             |
| 10km知的障害者男子 | 今野雄太               | 日本・横浜ウインズ                   | 0時間39分18秒 |                    |
| 10km知的障害者女子 | 山中のぞみ             | 日本・松戸ジョイフルランニングクラブ | 0時間49分28秒 | V2                 |
| 10km移植者男子     | 小堤進                 | 日本・チームリボン                   | 0時間51分26秒 |                    |
| 10km移植者女子     | 大内敦子               | 日本                                 | 1時間31分30秒 |                    |

(※)主催者発表は順天堂高校になっているが、順天高校の誤り

## 協賛団体

### 特別協賛
- 東京メトロ

### 協賛
- スターツ/スターツグループ
- アシックス
- 大塚製薬（アミノバリュー）
- トヨタ自動車
- セイコー
- コナミスポーツ&ライフ
- JTB
- セブン-イレブン
- 東京ビッグサイト
- フォトクリエイト（オールスポーツコミュニティ）

### 協力
- 青森県りんご協会
- カリフォルニア・レーズン協会
- JAグループ新潟・新潟県
- 田中貴金属ジュエリー
- 社団法人 築地市場協会
- 東京青果卸売組合連合会青年会
- ドール
- はとバス

### 特別支援
- 笹川スポーツ財団

## エピソード
- 一般参加[5] の藤原新（JR東日本）が日本人トップの2時間8分40秒でゴールし、2位入賞を果たした。自己ベストタイムを30分近く上回る記録であった。
- 著名人・有名人9名が「大会を盛り上げるための広報企画[6]」として東京マラソン事務局から出場が認められ（一般参加者とは別枠）、一般参加者と一緒にフルマラソンに挑戦し、全員が完走した。最も速かったのは箱根駅伝に出場経験もある和田正人（俳優）の2時間57分59秒。
- 日本テレビが中継を盛り上げるための企画として、自社のアナウンサーのうち出場を希望した全員が一般参加者としてフルマラソンにエントリーし、抽選に通った12人のアナウンサーが出場[6]、古閑陽子（途中のチェックポイントで時間切れ）以外の11名が完走した。アナウンサーで最も速かったのは鈴木崇司の4時間27分33秒。なお、これについては、前項の著名人等の特別出場とあわせて、東京マラソンが単なるテレビのイベントと化したのではないかという指摘と批判が週刊新潮[7] や週刊現代[8] などの週刊誌によってなされている。
- 前年も出場した鈴木宗男衆議院議員が、体調を心配する家族との間で前年8月に「妻と長女の許可なくしてマラソンを走ることは致しません」とする誓約書を交わしていたにもかかわらず極秘にエントリーしていたことが大会直前になってわかり[9]、家族の猛反対を押し切る形で強行出場、3時間57分11秒（参考記録）で完走した[10]。